# Штіубієнь (комуна)
Штіубієнь, Штіубієні (рум. Știubieni) — комуна у повіті Ботошані в Румунії. До складу комуни входять такі села (дані про населення за 2002 рік):
- Ібеняса (60 осіб)
- Негрень (914 осіб)
- Штіубієнь (1888 осіб)

Комуна розташована на відстані 396 км на північ від Бухареста, 27 км на північний схід від Ботошань, 107 км на північний захід від Ясс.

## Населення
За даними перепису населення 2002 року у комуні проживали 2862 особи, усі — румуни. Усі жителі комуни рідною мовою назвали румунську.
Склад населення комуни за віросповіданням:
| Релігія     | Кількість осіб | Відсоток |
| ----------- | -------------- | -------- |
| православні | 2693           | 94,1%    |
| баптисти    | 114            | 4,0%     |
| бретрени    | 55             | 1,9%     |